# 芝士火鍋
芝士火鍋（法語：Fondue，法語發音：[fɔ̃dy]，意指“融化”）為瑞士國菜，其以加熱的水及/或餐酒融化芝士，再以已煮熟的食材蘸入食用；由於芝士高溫加熱會烤焦，芝士溶漿無法具備足夠溫度煮熟食材，故食材必須預先煮熟。其起源於盛產芝士的阿爾卑斯山脈，故當地的芝士火鍋可以使用多達五到六種的芝士。多於冬天食用以暖身。

## 簡介
在使用酒精炉加热的锅中，加入白葡萄酒和芝士所化成的原汁，并依照不同的口味，放入不同的配料。品嘗時，用一柄很長的叉子，插上切成方丁的麵包、燕麥包或茴香洋蔥麵包，蘸芝士吃。在初入口時味道會有些微苦，但奶味會慢慢地從口腔裏傳來。
一般來說，芝士火鍋可選擇白葡萄酒或烈酒的款式，也可選擇不含酒精成分的。傳統的瑞士芝士火鍋，會選用格呂耶爾芝士（gruyère）、弗里堡奶酪（vacherin fribourgeois）等芝士再加上白葡萄酒及櫻桃水果蒸餾酒（Schnapps）同煮，然后以法國麵包來蘸汤汁。这样可以減少佳釀的份量，也可減低酒味。有些人會以菠菜蓉的芝士漿替代酒精成份，並且蘸上雞肉粒或麵包粒。

## 外部鏈接
维基共享资源上的相關多媒體資源：芝士火鍋